# Dicranoloma rugosum
Dicranoloma rugosum là một loài Rêu trong họ Dicranaceae. Loài này được (Hook.) B.H. Allen mô tả khoa học đầu tiên năm 1986.